# Still Dreaming
STILL DREAMING – pierwszy japoński album studyjny południowokoreańskiej grupy TXT, wydany 20 stycznia 2021 roku nakładem wytwórni Universal Music Group. Został wydany w 3 edycjach: regularnej i 2 limitowanych (A i B). Album osiągnął 1 pozycję w rankingu Oricon i pozostał na liście przez 13 tygodni, sprzedał się w nakładzie 101 565 egzemplarzy. Zdobył status złotej płyty.

## Lista utworów
| CD  | CD | CD      |
| Nr  | Tytuł utworu | Długość |
| --- | --- | ------- |
| 1.  | „Intro:DREAMING” |         |
| 2.  | „Force” |         |
| 3.  | „5-ji 53-bu no sora de mitsuketa kimi to boku” (jap. 5時53分の空で見つけた君と僕) (Japanese Ver.)                                                  |         |
| 4.  | „9 to 4-bun'no 3-bansen de kimi o matsu(Run Away)” (jap. 9と4分の3番線で君を待つ (Run Away)) (Japanese Ver.)                                       |         |
| 5.  | „Aru hi, atama kara tsuno ga haeta (CROWN)” (jap. ある日、頭からツノが生えた (CROWN)) (Japanese Ver.)                                              |         |
| 6.  | „Angel Or Devil” (Japanese Ver.) |         |
| 7.  | „Drama” (Japanese Ver.) |         |
| 8.  | „Eien ni hikare (Everlasting Shine)” (jap. 永遠に光れ (Everlasting Shine))                                                                         |         |
| 9.  | „Can’t You See Me? (Sekai ga moete shimatta yoru, bokutachi wa...)” (jap. Can’t You See Me? (世界が燃えてしまった夜、僕たちは...)) (Japanese Ver.) |         |
| 10. | „Outro:STILL” |         |

## Notowania
| Lista                      | Pozycja |
| -------------------------- | ------- |
| Oricon Weekly Album Chart  | 1       |
| Billboard Japan Hot Albums | 1       |
| Billboard 200              | 173     |
| Polish Albums (ZPAV)       | 3       |
| World Albums (Billboard)   | 4       |